# Campylotropis thomsonii
Campylotropis thomsonii là một loài thực vật có hoa trong họ Đậu. Loài này được (Baker) Schindl. miêu tả khoa học đầu tiên.